# 北海道千歳高等支援学校
北海道千歳高等支援学校（ほっかいどう ちとせこうとうしえんがっこう）は、北海道千歳市に位置する支援学校。

## 概要
- 環境・流通サポート科2学級（定員16名）、生産技術科1学級（定員8名）の計3学級で、総定員は24名である[1]。
- 校歌は宮崎真彰が作詞し、那須野裕司が作曲した。